# Takabe-jinja
Takabe-jinja (japanska: 高家神社?, Takabe-jinja) är en shintohelgedom i Minamibōsō (före detta Chikura), Chiba prefektur. Den är nämnd i Engishiki och dess shakaku-rang var gōsha (distriktshelgedom). Eftersom matlagningens gud dyrkas här har den blivit populär bland folk i matlagningsbranschen och bland sojasåsproducenter.

## Dyrkadekami
- Iwakamutsukari
- Amaterasu
- Inari

## Historia
När helgedomen grundades är okänt, men enligt tradition ska den ha blivit till när några av Iwakamutsukaris ättlingar (han blev dyrkad som gud efter sin död) flyttade till Awaprovinsen, med vilken han har anknytning, och där började dyrka honom som ujigami (skyddsgud). I Engishikis Jinmyōchō (gudanamnsregister) är den inskriven som "Takabe-jinja i Asaidistriktet, Awaprovinsen", men efter detta förföll den och avskaffades så småningom, vilket ledde till att dess ursprungliga plats under en lång tid kom att bli bortglömd.
Den nuvarande helgedomen har sitt ursprung i Edoperiodens början. Under Gennaperiodens sjätte år (1620) upptäcktes i närheten en trästaty och två heliga speglar, vilka i egenskap av shintai (en guds världsliga kropp) användes för att grunda en ny helgedom ägnad åt Amaterasu. Ungefär 200 år senare förstod man att de två speglarna hade inskrifter med namnen på gudarna Ukanomitama och Iwakamutsukari, och började då undra om de inte hade tillhört den försvunna helgedomen Takabe-jinja. För att reda ut saken skickades under Bunsei 2 (1819) en rapport till det Kejserliga Palatset i Kyoto, vilket ledde till att den fick ta över den gamla helgedomens namn.
I egenskap av sojatillverkningens skyddsgud överfördes Iwakamutsukari från Takabe-jina (genom Bunrei, delning av en gudom) till Higetas sojafabrik i Choshi. Tanaka Naotarou, som lät företa denna överföring, var vid den tiden chef för företaget Higeta Shōyu, och skulle senare skriva boken Shōyu Enkakushi (Historia om sojasåsens utveckling). Genom Tanaka Naotarou, samt Ishii Jihei (författare till kokboken Nihon Ryōrihō Taizen) och Miyake Koken från Nihon Ryōri Kenkyūkai kom Takabe-jinja att bli känd över hela landet.